# 百度搜索风云榜
百度风云榜全称百度搜索风云榜，是百度通过其搜索引擎对各类信息的的搜索数量进行统计后发布出来的一个榜单网站。根据前一天0:00--24:00的搜索量统计由系统自动生成，每天早上进行更新。

## 数据来源
| 分类信息                   | 搜索服务     |
| 大多数关键词               | 百度网页搜索 |
| 美女、 帅哥、 风景名胜     | 百度图片搜索 |
| 流行金曲、 男歌手、 女歌手 | 百度MP3搜索  |

## 搜索名词
| 名称          | 涵义 |
| 排名          | 某关键词搜索量在该分类中的当天排名                                                                                                 |
| 关键词        | 用户搜索所用关键词，点击可以在新窗口中打开该关键词搜索结果页                                                                       |
| 今日搜索量    | 当天早上自动统计的该关键词前一天0:00--24:00的搜索量                                                                                |
| 历史总搜索量  | 某关键词进入中文搜索风云榜后的每天搜索量相加总和                                                                                   |
| Top50上榜天数 | 某关键词进入该分类Top50排行榜的天数                                                                                                |
| 日平均数      | 某关键词的历史总搜索量日平均数 |
| 上升最快      | 取当天搜索量排名前1000个关键词，用它们的当天排名与前1天的排名比较，排名上升变化最快的关键词。前1天排名低于1000的关键词排名记为1001 |

## 榜单组成
| 分类     | 榜单                                                                                              |
| 综合类   | 今日上升最快、一周热点、热门搜索                                                                  |
| 娱乐类   | 电影、电视剧、小说、快乐男声、综艺、动漫卡通、书籍                                                |
| 人物类   | 美女、帅哥、娱乐女明星、娱乐男明星、女歌手、男歌手、人物、富豪                                    |
| 特色类   | 世博场馆、高校、宠物、软件、风景名胜                                                              |
| 汽车类   | 微型车、小型车、紧凑型车、中级车、中高级车、豪华车、suv、mpv、跑车、汽车品牌                      |
| 网游类   | 网游、网页游戏、魔幻RPG、武侠RPG、神话RPG、历史RPG、科幻RPG、休闲游戏、网游运营商、网页游戏运营商 |
| IT类     | PC品牌、笔记本品牌、台式机品牌、笔记本产品、台式机产品                                            |
| 教育类   | 语言培训、英语培训、职业培训、基础教育、留学机构                                                  |
| 金融类   | 中资银行、外资银行、基金公司、开放式基金、封闭式基金                                              |
| 手机类   | 手机品牌、手机产品、滑盖手机、翻盖手机、直板手机、诺基亚手机、三星手机                            |
| 世界杯类 | 世界杯球员、世界杯国家队、世界杯关注点                                                            |
| 有啊类   | 运动服饰品牌、数码产品化、妆品品牌                                                                |